# ملعب خوليو مارتينيز برادانوس الوطني

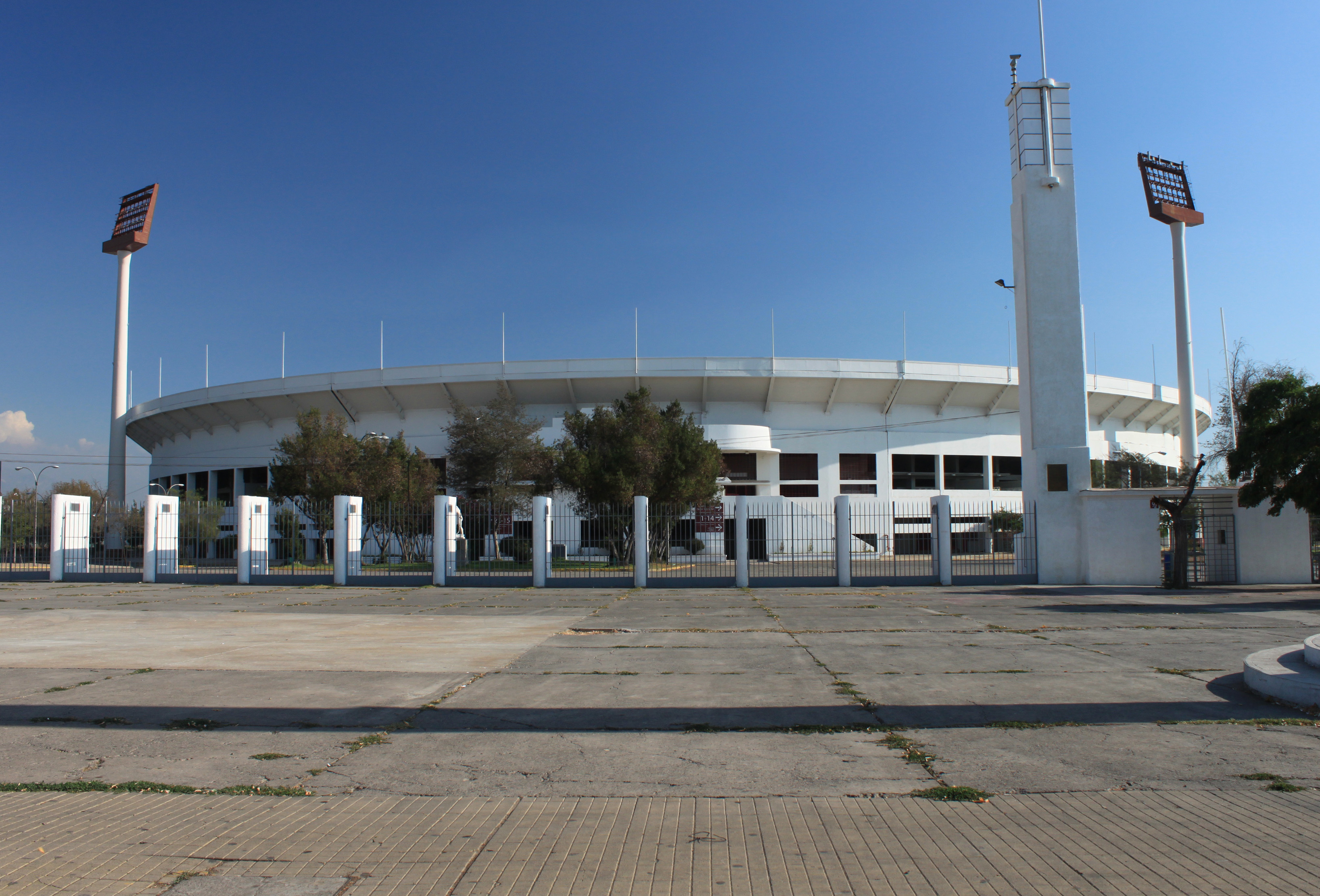
ملعب خوليو مارتينيز برادانوس الوطني

ملعب خوليو مارتينيز برادانوس الوطني (بالإسبانية: Estadio Nacional Julio Martínez Prádanos)‏ هو ملعب كرة قدم يقع في سانتياغو عاصمة تشيلي. يسع الملعب لجلوس 47 ألف متفرج. يعتبر الملعب الرسمي الذي يخوض فيه منتخب تشيلي مبارياته الدولية. تم افتتاح الملعب في 3 ديسمبر 1938 ثم تمت توسعته في سنة 1962 ثم تم تجديده في سنة 2009.

## روابط خارجية
- worldstadiums